# 海王星冲日
海王星冲日是指海王星、地球和太阳几乎排列成一线，地球位于太阳与海王星之间。此时海王星被太阳照亮的一面完全朝向地球，是最适合观察海王星的时间。海王星相邻两次冲日的时间间隔约为367天。
与其他行星不同，海王星冲日时亮度也仅有7.8等，不能被肉眼所看见，只有使用十厘米以上口径的天文望远镜才能被观察到。